# Comarque de Las Vegas
Le Comarque de Las Vegas est un comarque informel du sud-est de la Communauté de Madrid (Espagne), défini par la Guía de Turismo Rural y Activo et édité par la Direction Régionale du Tourisme (Ministère de la Culture et du Tourisme). Son aire est de 1 378,13 km² et il est traversé par les rivières Tage, Tajuña et Jarama.

## Municipalités du Comarque

Le Comarque de Las Vegas dans la Communauté de Madrid (en bleu).

Le Comarque est formé par les municipalités suivantes (avec la superficie en km² et la population)
| Municipalités         | Superficie | Population | Année |
| --------------------- | ---------- | ---------- | ----- |
| Total Comarque        | 1378,13    | 135171     | -     |
| Ambite                | 26         | 394        | 2006  |
| Aranjuez              | 189,13     | 52224      | 2006  |
| Belmonte de Tajo      | 23,71      | 1266       | 2006  |
| Brea de Tajo          | 44,33      | 516        | 2006  |
| Carabaña              | 47,58      | 1526       | 2006  |
| Chinchón              | 115,91     | 4943       | 2006  |
| Ciempozuelos          | 49,64      | 18764      | 2006  |
| Colmenar de Oreja     | 114,32     | 7247       | 2006  |
| Estremera             | 79,1       | 1297       | 2006  |
| Fuentidueña de Tajo   | 60,59      | 1799       | 2006  |
| Morata de Tajuña      | 45,2       | 7463       | 2011  |
| Orusco de Tajuña      | 21,51      | 1017       | 2006  |
| Perales de Tajuña     | 48,92      | 2469       | 2006  |
| San Martín de la Vega | 105,93     | 15677      | 2006  |
| Tielmes               | 26,88      | 2468       | 2006  |
| Titulcia              | 9,95       | 1184       | 2011  |
| Valdaracete           | 64,31      | 604        | 2006  |
| Valdelaguna           | 42,13      | 741        | 2006  |
| Valdilecha            | 42,48      | 2326       | 2006  |
| Villaconejos          | 32,97      | 3070       | 2006  |
| Villamanrique de Tajo | 29,32      | 701        | 2006  |
| Villar del Olmo       | 27,62      | 1947       | 2006  |
| Villarejo de Salvanés | 118,62     | 6713       | 2006  |

## Annexe